# Beautiful Pain
Beautiful Pain (englisch für „Schöner Schmerz“) ist ein Lied des US-amerikanischen Rappers Eminem, bei dem der Refrain und die Bridge von der australischen Sängerin Sia gesungen werden. Der Song ist auf der Deluxe-Edition von Eminems achtem Studioalbum The Marshall Mathers LP 2, das am 5. November 2013 erschien, enthalten.

## Inhalt
Das Lied handelt davon, sich von keinen Rückschlägen unterkriegen zu lassen sowie aus den Fehlern der Vergangenheit zu lernen und gestärkt hervorzugehen. Durchgängig werden im Text Anspielungen an Feuer als Metaphern verwendet und Eminem rappt in „Du“-Form. Im Intro singt er, dass er spürt wie die Hitze steigt und alles in Flammen setzt, was bei ihm schmerzvolle Erinnerungen auslöst. Der Refrain setzt ein und Sia singt, dass sie in Flammen steht und einen schönen Schmerz dabei verspürt, während sie das Vergangene verbrennt und neues Licht in der Zukunft sucht. Im ersten Vers rappt Eminem metaphorisch darüber, nach einem Gewittersturm aufzuwachen und innerlich verwüstet zu sein. Doch heute sei ein neuer Tag und man müsse das Vergangene schnellstmöglich hinter sich lassen, nicht zurückschauen und optimistisch in die Zukunft sehen. Solang man keine bleibenden Schäden davontrage, würden die Rückschläge einen stärker machen. Die zweite Strophe handelt davon, dass nicht immer alles klappen könne und man darauf vorbereitet sein müsse, Schmerz zu akzeptieren. Auch wenn alles hoffnungslos erscheine, solle man nicht aufgeben, sondern weiter kämpfen, bis man das Licht am Ende des Tunnels sieht. Eminem wolle mit seinen Liedern in solchen Situationen ebenfalls helfen. Irgendwann sei man so abgehärtet, dass einen nichts mehr erschüttern könne und keine Flamme mehr wehtue. Mit der Zeit würden sich viele Dinge ändern, auch wenn Narben immer an die Wunden erinnern würden. Im Outro besingt Sia den Phönix-Vogel als Vergleich, der nach seinem Tod immer wieder aus der Asche emporsteigt.

## Produktion
Der Beat des Liedes wurde von dem US-amerikanischen Musikproduzent Emile Haynie produziert. Eminem selbst fungierte dabei als Co-Produzent. Es wurden keine Samples von Songs anderer Künstler verwendet.

## Kommerzieller Erfolg

### Chartplatzierungen
Obwohl Beautiful Pain nie als Single veröffentlicht wurde, erreichte es aufgrund hoher Download-Verkäufe jeweils für eine Woche Platz 87 der deutschen, Rang 67 der britischen und Position 99 der US-amerikanischen Charts.
| ChartsChartplatzierungen       | Höchstplatzierung | Wochen |
| ------------------------------ | ----------------- | ------ |
| Deutschland (GfK)              | 87 (1 Wo.)        | 1      |
| Vereinigte Staaten (Billboard) | 99 (1 Wo.)        | 1      |
| Vereinigtes Königreich (OCC)   | 67 (1 Wo.)        | 1      |

### Auszeichnungen für Musikverkäufe
Beautiful Pain wurde im Jahr 2022 für mehr als 500.000 Verkäufe in den Vereinigten Staaten mit einer Goldenen Schallplatte ausgezeichnet.

| Land/Region                  | Auszeichnungen für Musikverkäufe (Land/Region, Auszeichnung, Verkäufe) | Verkäufe |
| ---------------------------- | ---------------------------------------------------------------------- | -------- |
| Australien (ARIA)            | Gold                                                                   | 35.000   |
| Neuseeland (RMNZ)            | Platin                                                                 | 15.000   |
| Vereinigte Staaten (RIAA)    | Gold                                                                   | 500.000  |
| Vereinigtes Königreich (BPI) | Silber                                                                 | 200.000  |
| Insgesamt                    | 1× Silber · 2× Gold · 1× Platin ·                                      | 750.000  |

Hauptartikel: Eminem/Auszeichnungen für Musikverkäufe